# Ignacio Galindo García
|nac_deportiva       =
|altura              = 1,92metros

|deporte             = Fútbol
|inicio              = 1980
|retiro              = 2019
|equipo_debut        = Atlético Madrileño
|equipo_retiro       = Tomelloso CF
|posición            = Portero 
|liga                = 

|equipos             = 
|torneos             = 
|títulos             =
}

## Clubes

### Como jugador
| Club                 | País              | Año       |
| -------------------- | ----------------- | --------- |
| Atlético Madrileño   | Bandera de España | 1980-1985 |
| Atlético de Madrid   | Bandera de España | 1983-1984 |
| Real Jaén            | Bandera de España | 1985-1986 |
| Granada CF           | Bandera de España | 1986-1988 |
| CD Málaga            | Bandera de España | 1988-1992 |
| CF Extremadura       | Bandera de España | 1992-1993 |
| Atlético Ciudad Real | Bandera de España | 1993-1994 |
| Talavera CF          | Bandera de España | 1994-1996 |
| CF Valdepeñas        | Bandera de España | 1996-1997 |
| Tomelloso CF         | Bandera de España | 1997-1999 |
| Talavera CF          | Bandera de España | 1999-2000 |
| Tomelloso CF         | Bandera de España | 2000-2004 |